# Bilce-Zolote, Borșciv
Bilce-Zolote (în ucraineană Більче-Золоте) este localitatea de reședință a comunei Bilce-Zolote din raionul Borșciv, regiunea Ternopil, Ucraina.

## Demografie
Componența lingvistică a localității Bilce-Zolote
     Ucraineană (99,4%)
     Alte limbi (0,6%)
Conform recensământului din 2001, majoritatea populației localității Bilce-Zolote era vorbitoare de ucraineană (99,4%), existând în minoritate și vorbitori de alte limbi.